# Заслуженный работник сельского хозяйства Казахской ССР
Заслуженный работник сельского хозяйства Казахской ССР — почётное звание, присваивавшееся работникам сельского хозяйства Казахской ССР, добившимся значительных успехов в развитии сельскохозяйственного производства, в повышении урожайности сельскохозяйственных культур и продуктивности животноводства. Почётное звание было установлено «в целях усиления морального стимулирования...» Указом Президиума Верховного Совета Казахской ССР от 27 марта 1970 года № 2391–VII О почётных званиях Казахской ССР  

## История
Указом Президиума Верховного Совета Казахской ССР от 2 июня 1940 года было утверждено Положение о Почётных званиях Казахской ССР, однако для работников сельского хозяйства званий не было установлено. Указом Президиума Верховного Совета Казахской ССР от 22 декабря 1945 года было установлено почётное звание «Заслуженный мастер социалистического животноводства Казахской ССР». Затем в наградной системе республики появились следующие отраслевые (профильные) почётные звания: «Заслуженный агроном Казахской ССР» (1945 год), в 1947 году — «Заслуженный ветеринарный врач Казахской ССР» и «Заслуженный зоотехник Казахской ССР», в 1956 году — «Заслуженный механизатор социалистического сельского хозяйства Казахской ССР», в 1978 году — «Заслуженный инженер сельского хозяйства Казахской ССР» и «Заслуженный механизатор Казахской ССР».

## Положение о почётном звании
- Почётное звание «Заслуженный работник сельского хозяйства Казахской ССР» присваивается колхозникам, рабочим и специалистам сельского хозяйства, работникам сельскохозяйственных органов и ведомств, научно-исследовательских учреждений и проектных институтов, конструкторских бюро, опытных станций, экспериментальных баз, учебных хозяйств, ветеринарных учреждений, на основе внедрения в сельскохозяйственное производство достижений науки, техники и передового опыта добившимся значительных успехов в развитии сельскохозяйственного производства, в повышении урожайности сельскохозяйственных культур и продуктивности животноводства.
- В соответствии с Конституцией Казахской ССР, установление и присвоение Почётных званий Казахской ССР, относилось к компетенции Президиума Верховного Совета Казахской ССР. Президиум Верховного Совета Казахской ССР присваивал почётное звание по представлению Совета Министров Казахской ССР, министерств, государственных комитетов и ведомств республики, общественных организаций в лице республиканских органов, обкомов Компартии Казахстана и облисполкомов. Ходатайство о присвоении Почётного звания возбуждалось перед вышестоящими органом или администрацией организации совместно с партийной, профсоюзной и комсомольской организациями предприятия, объединения, учреждения, где работает представляемое лицо к Почётному званию. Также ходатайство могло быть возбуждено районным, городским партийным органом, исполкомом районного, городского Совета депутатов.
- Лицам, которым было присвоено Почётное звание, вручался нагрудный знак и удостоверение установленного образца.
- Нагрудный знак носится на правой стороне груди.

## Характер награждений
Изначально (1970 — 1988 гг. ) звания «Заслуженный работник сельского хозяйства Казахской ССР» удостаивались колхозники, рабочие и специалисты сельского хозяйства, работники сельскохозяйственных органов и ведомств, научно-исследовательских учреждений и проектных институтов, конструкторских бюро, опытных станций, экспериментальных баз, учебных хозяйств, ветеринарных учреждений. 22 декабря 1988 года в Казахской ССР были упразднены такие отраслевые (профильные) почётные звания, как «Заслуженный агроном Казахской ССР», «Заслуженный ветеринарный врач Казахской ССР», «Заслуженный зоотехник Казахской ССР», «Заслуженный землеустроитель Казахской ССР», «Заслуженный инженер сельского хозяйства Казахской ССР», «Заслуженный лесовод Казахской ССР» и «Заслуженный механизатор Казахской ССР» и в этой связи почётное звание «Заслуженный работник сельского хозяйства Казахской ССР» присваивалось агрономам, ветеринарам, зоотехникам, механизаторам, инженерам, землеустроителям и лесоводам. 

## Описание нагрудного знака
Описание нагрудного знака лицам, которым присваиваются почётные звания Казахской ССР, утверждено Указом Президиума Верховного Совета Казахской ССР от 27 марта 1970 года № 2391—VII 
Нагрудный знак имеет форму правильного круга диаметром 26 мм. На лицевой стороне знака, в центре, на матовой поверхности — изображение рельефного герба Казахской Советской Социалистической Республики, обрамлённого переплетающимися стилизованными звёздами, от которых до кромки знака радиально расходятся гранённые лучи. Лучи и звёзды так же рельефны. Нагрудный знак, посредством кольца и ушка крепится к колодке, верхняя часть которой покрыта красной муаровой летной с поперечной бирюзовой полосой. Ширина ленты — 24 мм., полосы — 5 мм. На оборотной стороне нагрудного знака, по его периметру размещается текст на казахского языке «Республикаға сіңірген үшін». Текст внизу замыкается лавровой веткой. По центру — тот же текст на русском языке — «За заслуги перед республикой». Поле оборотной стороны — матовое. Крепление наградного знака — булавочное. Нагрудный знак изготавливается из белого металла. 

## Заслуженные работники сельского хозяйства Казахской ССР
Первое присвоение почётного звания «Заслуженный работник сельского хозяйства Казахской ССР» было произведено Указом Президиума Верховного Совета Казахской ССР от 21 мая 1970 года № 2513 — VII. В числе первых обладателей данного почётного звания был Герой Социалистического Труда, полный кавалер ордена Славы Яровой, Михаил Саввич. 
Последним обладателем почётного звания «Заслуженный работник сельского хозяйства Казахской ССР» стала Чегебаева Кунсулу Бекимкуловна — звеньевая колхоза «40 лет Казахстана» Илийского района Алма-Атинской области (Указ Президиума Верховного Совета Казахской ССР от 26 ноября 1991 года № 519). 
Заслуженные работники сельского хозяйства Казахской ССР:
- Алимпиев Николай Филиппович — Герой Социалистического Труда, директор совхоза «Краснопартизанский» Кустанайской области
- Арыстанбеков, Хайдар Арыстанбекович
- Берестовский Георгий Григорьевич — Лауреат Ленинской премии за систему мероприятий по защите почв от ветровой эрозии в Северном Казахстане и в степных районах Западной Сибири (1972)
- Бекузаров, Руслан Камбулатович
- Богданов Василий Семёнович
- Брусник Дмитрий Яковлевич — Председатель Кустанайского областного совета профсоюзов
- Буц Яков Петрович — Первый секретарь Орджоникидзевского райкома компартии Казахстана Кустанайской области
- Галимов, Бекиш
- Гноевой Николай Васильевич
- Джандыбаев, Чопан
- Дитюк, Владимир Аврамович
- Ержанова, Закира
- Искаков, Сатан
- Климов, Борис Николаевич (Герой Социалистического Труда)
- Кызгарин, Букен
- Левен Владимир Петрович — механизатор совхоза «Фёдоровский» Фёдоровского района Кустанайской области. Герой Социалистического Труда
- Мееров Леонид Матвеевич — Первый секретарь Наурзумского райкома компартии Казахстана Кустанайской области
- Минасов Андрей Петрович — начальник Боровского районного управления сельского хозяйства Кустанайской области. Герой Социалистического Труда
- Рогинец, Михаил Георгиевич
- Росинский, Дмитрий Афанасьевич
- Сабденов, Рахим Сабденович
- Терещенко, Екатерина Фёдоровна
- Трененков, Иван Алексеевич
- Третьяков, Аким Акимович
- Тулба Андрей Дмитриевич
- Тургумбаев Кабидолла Кублан-Улы
- Федякин Александр Васильевич
- Христенко, Александр Фёдорович
- Закишев, Хаким - Директор совхоза «Восток» Каркаралинской области
- Шамшиев Куаныш Акибаевич - Первый секретарь Семиозерного райкома компартии Казахстана Кустанайской области